# Zone de secours Wallonie picarde
(nl) Hulpverleningszone WAPI
(de) Hilfeleistungszone WAPI
La zone de secours WAPI (pour Wallonie picarde) (en néerlandais: Hulpverleningszone WAPI), est l'une des 34 zones de secours de Belgique et l'une des 3 zones de la province de Hainaut. Elle couvre la partie ouest de la province, d’où son nom initial de zone de secours Hainaut Ouest.

## Histoire
La loi du 15 mai 2007 adopte la réforme de la sécurité civile belge qui fait suite à la catastrophe de Ghislenghien et qui découpe le territoire belge en zones de secours, à l'instar des zones de Police. Auparavant, les pompiers étaient gérés à l'échelon communal par le Bourgmestre qui en était le responsable.
La zone de Secours WAPI débute officiellement son existence le 1er janvier 2015, avec pour commandant le Major Olivier Lowagie, ancien chef de corps des pompiers de Tournai.
Le 8 octobre 2021 la nouvelle caserne de Rebaix est inaugurée, pour remplacer les casernes d'Ath et Lessines.
Le mercredi 4 mai 2022, la nouvelle caserne de Blaton est officiellement mise en place, remplaçant 5 autres casernes : Antoing, Basècles, Belœil, Bernissart et Estaimpuis.
Le mercredi 1er juin 2022, une troisième caserne est inaugurée à Évregnies pour remplacer celles de Dottignies, Estaimpuis et Mouscron

## Communes protégées
La zone de secours Wallonie Picarde couvre les 19 communes suivantes: 
Antoing, Ath, Belœil, Bernissart, Brunehaut, Celles, Comines-Warneton, Ellezelles, Estaimpuis, Flobecq, Frasnes-lez-Anvaing, Lessines, Leuze-en-Hainaut, Mont-de-l'Enclus, Mouscron, Pecq, Péruwelz, Rumes et Tournai.

## Casernes
Initialement, la Zone de Secours de Wallonie Picarde possède 13 casernes issues dans 251 anciens services régionaux d'incendie:
Antoing, Ath, Basècles, Belœil, Bernissart, Comines-Warneton, Dottignies, Estaimpuis, Lessines, Leuze-en-Hainaut, Mouscron, Péruwelz et Tournai. 
Toutefois, le mardi 19 novembre 2019, la zone présenta officiellement son projet de réorganisation territoriale et stratégique de ses postes qui inclut la fermeture de neuf casernes et la construction de trois nouvelles pour les remplacer, portant le nombre total de postes à sept. Ils se répartissent alors en quatre secteurs : 
- Secteur centre : Tournai
- Secteur est : Leuze-en-Hainaut et Rebaix
- Secteur ouest :  Comines-Warneton, Évregnies et de Mouscron
- Secteur sud : Blaton

### Casernes créées
La Zone de secours WAPI a construit les trois casernes suivantes : Blaton, Évregnies et Rebaix

### Casernes fermées
La Zone de secours WAPI a fermé les neuf casernes suivantes : Antoing, Ath, Basècles, Belœil, Bernissart, Dottignies, Estaimpuis, Lessines, Péruwelz. 